# Nephodia translineata
Nephodia translineata là một loài bướm đêm trong họ Geometridae.